# Перестройка Морса
Хирургия, или перестройка Морса — преобразование гладких многообразий, которому подвергается многообразие уровня гладкой функции при переходе через невырожденную критическую точку; важнейшая конструкция в дифференциальной топологии.
Важная роль хирургии в топологии многообразий объясняется тем, что они позволяют «деликатно» (не нарушая тех или иных свойств многообразия) уничтожать «лишние» гомотопические группы (обычно используемая с этой целью в теории гомотопий операция «приклеивания клетки» мгновенно выводит из класса многообразий).
Практически все теоремы классификации структур на многообразиях основываются на изучении вопроса, когда для отображения {\displaystyle f:M\to X} замкнутого многообразия {\displaystyle M} в клеточное пространство {\displaystyle X} существуют такой бордизм {\displaystyle (W;M,N)} и такое отображение {\displaystyle F:W\to X}, что {\displaystyle F|_{M}=f}, а {\displaystyle F|_{N}:\to X} является гомотопической эквивалентностью.
Естественный путь решения этой задачи состоит в том, чтобы последовательностью хирургий уничтожить ядра гомоморфизмов {\displaystyle f^{*}:\pi _{k}(M)\to \pi _{k}(X)} (где {\displaystyle \pi _{k}} — гомотопические группы).
Если это удаётся, то результирующее отображение будет гомотопической эквивалентностью.
Изучение соответствующих препятствий (лежащих в т. н. группах Уолла) явилось одним из главнейших стимулов в развитии алгебраической L-теории.

## Конструкция
Пусть {\displaystyle V} — гладкое {\displaystyle n}-мерное многообразие (без края), в которое (гладко) вложена {\displaystyle (k-1)}-мерная сфера {\displaystyle S^{k-1}}.
Предположим, что нормальное расслоение сферы {\displaystyle S^{k-1}} в многообразии {\displaystyle V} тривиально, то есть что замкнутая трубчатая окрестность {\displaystyle T} сферы {\displaystyle S^{k-1}} в {\displaystyle V} разлагается в прямое произведение {\displaystyle T=S^{k-1}\times D^{n-k+1}}, где {\displaystyle D^{n-k+1}} — диск размерности {\displaystyle n-k+1}.
Выбрав такое разложение, вырежем из {\displaystyle V} внутренность окрестности {\displaystyle T}.
Получится многообразие, край которого разложен в произведение {\displaystyle S^{k-1}\times S^{n-k}} сфер.
Точно такой же край имеет многообразие {\displaystyle D^{k}\times S^{n-k}}.
Отождествив края этих многообразий по диффеоморфизму, сохраняющему структуру прямого произведения, снова получим многообразие {\displaystyle V'} без края, которое и называется результатом хирургии многообразия {\displaystyle V} вдоль сферы {\displaystyle S^{k-1}}.
Для осуществления хирургии необходимо задать разложение окрестности {\displaystyle T} сферы {\displaystyle S^{k-1}} в прямое произведение, то есть тривиализацию нормального расслоения сферы {\displaystyle S^{k-1}} в многообразии {\displaystyle V}, при этом разные тривиализации (оснащения) могут давать существенно различные (даже гомотопически) многообразия {\displaystyle V'}.
Число {\displaystyle k} называется индексом хирургии, а пара {\displaystyle (k,n-k+1)} её типом.
Если {\displaystyle V'} получается из {\displaystyle V} хирургией типа {\displaystyle (i,j)}, то {\displaystyle V} получается из {\displaystyle V'} хирургией типа {\displaystyle (j,i)}.
При {\displaystyle k=0} многообразие {\displaystyle V'} является дизъюнктным объединением многообразия {\displaystyle V} (которое может быть в этом случае пустым) и сферы {\displaystyle S^{n}}.

## Примеры
- При {\displaystyle V=S^{2}} и {\displaystyle k=2} в результате хирургии получается дизъюнктное объединение двух сфер, а при {\displaystyle k=1} — тор.
- При {\displaystyle V=S^{3}} и {\displaystyle k=2} получается произведение {\displaystyle S^{1}\times S^{2}}.
- Случай {\displaystyle V=S^{3}} и {\displaystyle k=1} сложнее: если сфера {\displaystyle S^{1}} вложена в {\displaystyle S^{3}} стандартным образом (большая окружность), то в зависимости от выбора её тривиализации нормального расслоения получаются линзовые пространства; если же допустить заузливание сферы {\displaystyle S^{1}}, то получается ещё больший набор трёхмерных многообразий.

## Свойства
- Если {\displaystyle V} является краем {\displaystyle (n+1)}-мерного многообразия {\displaystyle M}, то {\displaystyle V'} будет краем многообразия {\displaystyle M'}, полученного из {\displaystyle M} приклеиванием ручки индекса {\displaystyle k}.
  - В частности, если {\displaystyle f} — гладкая функция на многообразии {\displaystyle M} и {\displaystyle a<b} — такие числа, что множество {\displaystyle f^{-1}([a,b])} компактно и содержит единственную критическую точку {\displaystyle p}, которая невырождена, то многообразие {\displaystyle V_{b}=f^{-1}(b)} получается из многообразия {\displaystyle V_{a}=f^{-1}(a)} хирургией индекса {\displaystyle k}, где {\displaystyle k} — индекс Морса критической точки {\displaystyle p}.
  - Более общим образом, любая перестройка {\displaystyle V'} многообразия {\displaystyle V} индекса {\displaystyle k} определяет некоторый бордизм {\displaystyle (W;V,V')}, и на триаде {\displaystyle (W;V,V')} существует функция Морса, обладающая единственной критической точкой индекса {\displaystyle k}, причем любой бордизм {\displaystyle (W;V,V')}, на котором существует такого рода функция Морса, получается этим способом.
  - Отсюда (и из существования на триадах функций Морса) следует, что два многообразия тогда и только тогда бордантны, когда одно из них получается из другого конечной последовательностью хирургий.
- При известных предосторожностях в обращении с ориентациями результат хирургии ориентированного многообразия будет снова ориентированным многообразием.

## Вариации и обобщения
- Конструкция хирургии может быть проведена также для кусочно-линейных и топологических многообразий.